# بيدرو كامبوس
بيدرو كامبوس (21 يونيو 1995 - ) هو لاعب كرة قدم برتغالي في مركز الدفاع.

## وصلات خارجية
- بيدرو كامبوس على موقع قاعدة بيانات كرة القدم.إي يو (الإنجليزية)
- بيدرو كامبوس على موقع Soccerway.com (الإنجليزية)